# Antonio Tovar
Antonio Tovar Llorente (Valladolid, 17 de mayo de 1911-Madrid, 13 de diciembre de 1985) fue un filólogo, lingüista e historiador español. 

## Biografía
Hijo de un notario, por destinos de su padre creció en Elorrio (Vizcaya), en Morella (Castellón) y en Villena (Alicante), donde aprendió a hablar desde pequeño vascuence y valenciano. Estudió Derecho en el Real Colegio Universitario María Cristina de El Escorial, Historia en la Universidad de Valladolid y Filología Clásica en las de Madrid, París y Berlín. En 1933 participó en el crucero universitario por el Mediterráneo. 
Obtuvo su doctorado en el año 1941 en la Universidad de Madrid con la tesis Descripción de Grecia (traducción del geógrafo Pausanias). Tuvo como profesores, entre otros, a Cayetano de Mergelina, Manuel Gómez-Moreno, Ramón Menéndez Pidal y Eduard Schwyzer.
Durante los años de estudiante fue presidente de la Federación Universitaria Escolar (FUE), de Valladolid, organización de carácter republicano. Pero en septiembre de 1936, tras comenzar la Guerra Civil, se adscribió a la corriente falangista influido por su íntimo amigo Dionisio Ridruejo y llegó a ser uno de los principales responsables de la propaganda del Gobierno de Burgos, pero su decepción con el régimen de Francisco Franco fue rápidamente en aumento.

### Guerra Civil
La sublevación militar le sorprende en Berlín visitando un campamento de las Juventudes Hitlerianas. Regresa a la zona sublevada. Durante la Guerra Civil, siendo Ridruejo jefe nacional de Propaganda, confió el departamento de Radio a Tovar y fue nombrado responsable de Radio Nacional de España, cuando esta emitía desde Salamanca en los momentos de su fundación (1938). También colaboró con el diario falangista Arriba España de Pamplona, dirigido por Fermín Yzurdiaga.

### Posguerra
Siguiendo su vinculación con Ridruejo y en la órbita de Ramón Serrano Suñer, ocupó entre diciembre de 1940 y mayo de 1941 la Subsecretaría de Prensa y Propaganda. Acompañó a Serrano Suñer en varios viajes a Alemania e Italia, y durante alguno de estos estuvo presente en algún encuentro con Mussolini y con Hitler. Así, el 13 de septiembre de 1940, Ramón Serrano Suñer, como enviado especial de Franco, parte hacia Alemania acompañado de una serie de personas inclinadas en favor del nacionalsocialismo. En este séquito figura Demetrio Carceller Segura junto con Miguel Primo de Rivera, Dionisio Ridruejo, Manuel Halcón y Manuel de Mora-Figueroa.

### Catedrático y rector
Apartándose de la vida política, hizo oposiciones (1942) y obtuvo la Cátedra de Latín en la Universidad de Salamanca; desde entonces, se dedicó a la enseñanza y a la investigación. Ese mismo año, se casó con Consuelo Larrucea.
Durante el ministerio de Ruiz-Giménez (1951-1956) fue nombrado rector y, como tal, organizó las celebraciones del VII Centenario de la Universidad de Salamanca, a las que asistieron los rectores de las principales universidades del mundo e hicieron un memorable desfile por las calles de Salamanca, con sus trajes de gala tradicionales. 
A raíz de la celebración del Centenario, consiguió en 1954 que Salamanca volviese a dar títulos de doctor (la primera universidad de España en recobrar esa posibilidad desde que en la ley Moyano, de 1857, se había reservado en exclusiva a la Universidad Central de Madrid) y que fueran devueltos a la biblioteca de la Universidad una gran cantidad de los fondos bibliográficos que fueron expoliados por las tropas francesas al retirarse de España en 1813, recuperados tras la batalla de Vitoria, y quedaron custodiados en la biblioteca del Palacio Real. Creó la primera cátedra de lengua y literatura vascas en España, para la que llamó a Koldo Mitxelena, entre muchos otros logros.
Permaneció en ella oficialmente, en excedencia, hasta 1963; aunque antes salió de España hacia el exilio por las diferencias ideológicas que tuvo como rector.

### Actividad posterior
Fue profesor de griego en la universidad de Buenos Aires (1948-49) y de lingüística en la de Tucumán (1958-59), institución esta última donde estudió las lenguas indígenas del norte de Argentina y trató de crear una escuela que siguiera su obra en este campo.
En la Universidad de Illinois, fue nombrado primero Miller Visiting Professor of Classics (1960-1961), y luego Professor of Classics (1963-1967). En 1965 ganó la cátedra de latín de la Universidad de Madrid, lo que le permitió volver a España. A poco de llegar, se encontró con la revuelta estudiantil que culminó con la manifestación encabezada por Tierno Galván, Aranguren, García Calvo y Montero Díaz. Cuando se produjo la expulsión de la Universidad de estos (los tres primeros definitivamente y Montero Díaz temporalmente), dimitió en solidaridad y volvió a los Estados Unidos, hasta 1967, cuando fue llamado para ocupar la cátedra de lingüística comparada en la Universidad de Tubinga (Alemania), en la que impartió clases hasta su jubilación en 1979.
Dedicó sus estudios a la filología clásica y a gran cantidad de lenguas, entre las que destacan el euskera (actualmente se está publicando su Diccionario Etimológico de la Lengua Vasca, en colaboración con Manuel Agud y Koldo Mitxelena), el protoindoeuropeo (y los idiomas de esta familia), otras lenguas primitivas de la península (como el ibérico) y las lenguas amerindias (en la Universidad de Salamanca existe una cátedra de lenguas amerindias que lleva su nombre). Hablaba una docena de idiomas y conocía otros ciento cincuenta.
Fue editor de la revista Emerita (1939-1944), Minos (1951-1968, junto con E. Peruzzi y M. S. Ruipérez) y Acta Salmanticensia (1944-1951). Hizo crítica literaria en la Gaceta Ilustrada, donde también escribían Pedro Laín Entralgo (crítica teatral) y Julián Marías (crítica cinematográfica).
Su afición por la lingüística comparada y la incontenible curiosidad por las lenguas, junto al haber vivido en el País Vasco y en Valencia, le proporcionó una base sólida que lo convirtió en un referente dentro de la filología hispánica.

## Galardones
- Ocupó el sillón "J" de la Real Academia (1968) y fue miembro de la Real Academia de la Lengua Vasca (desde 1947).
- Fue nombrado doctor ''honoris causa'' por las Universidades de Múnich (1953), Buenos Aires (1954), Dublín (1979) y Sevilla (1980).
- En 1981 le fue concedido el premio Goethe por su labor en pro de la libertad de investigación y de cátedra.
- En 1982 fue galardonado con la Cruz de San Jorge concedida por la Generalidad de Cataluña, y en 1984 recibió el Premio Castilla y León de las Ciencias Sociales y de la Comunicación en su primera edición.
- Una calle céntrica de Salamanca se denomina Rector Tovar.
- Un Instituto de Valladolid tiene el nombre de Antonio Tovar.

## Algunas de sus publicaciones más relevantes
- En el primer giro (estudio sobre la Antigüedad), Madrid, Espasa Calpe, 1941.
- Vida de Sócrates, Madrid, Revista de Occidente, 1947 (19532; 19663).
- Estudios sobre las primitivas lenguas hispánicas, Buenos Aires, Instituto de Filología, 1949 (traducción al inglés, New York, 1961)
- La lengua vasca, San Sebastián, Biblioteca Vascongada de los Amigos del País, 1950.
- Los hechos políticos en Platón y Aristóteles, Buenos Aires, Perrot, 1954.
- Un libro sobre Platón, Madrid, Espasa Calpe, 1956 (traducción al inglés, Chicago, 1969).
- Bosquejo de un mapa tipológico de las lenguas de América del Sur, Bogotá, Instituto Caro y Cuervo, 1961.
- Historia de Grecia (con Martín Sánchez Ruipérez), Barcelona, Montaner y Simón, 1963 (varias reeds.).
- Historia del antiguo Oriente, Barcelona, Montaner y Simón, 1963 (varias reeds.).
- Universidad y educación de masas (ensayo sobre el porvenir de España), Barcelona, Ariel, 1968.
- Estudios sobre la España Antigua (con Julio Caro Baroja, Madrid : CSIC-Fundación Pastor, 1971.
- Sprachen und Inschriften. Studien zum Mykenischen, Lateinischen und Hispanokeltischen, Ámsterdam, B.R.Grüner, 1973.
- Historia de la Hispania Romana: La Península Ibérica desde 218 a. C. hasta el siglo V (con J. M. Blázquez), Madrid, Alianza, 1975.
- Iberische Landeskunde. Zweiter Teil. Die Völker und die Städte des antiken Hispanien (continuación del Iberische Landeskunde de Adolf Schulten), 3 vols.: Bética (1974), Lusitania (1976), Tarraconense (1989, póstuma).
- Einführung in die Sprachgeschichte der Iberischen Halbinsel: Das heutige Spanisch und seine historischen Grundlagen, Tübingen, TBL-Verlag Narr, 1977 (varias reeds.).
- Mitología e ideología sobre la lengua vasca: Historia de los estudios sobre ella, Madrid, Alianza, 1980 (reed. 2007).
- Relatos y diálogos de Los Matacos (chaco argentino occidental). Seguidos de una gramática de su lengua, Madrid, Inst. Cultura Hispánica, 1981.
- Catálogo de las lenguas de América del Sur: con clasificaciones, indicaciones tipológicas, bibliografía y mapas (con su esposa, Consuelo Larrucea de Tovar), Madrid, Gredos, 1984.
- Diccionario etimológico vasco (con Manuel Agud), San Sebastián, Gipuzkoako Foru Aldundia, 1991 y 1992.

- Pueden verse listas detalladas de sus obras en los catálogos de la Biblioteca Nacional de España y de la Biblioteca de la UCM, y aquí.

## Homenajes
- Homenaje a Antonio Tovar. Ofrecido por sus discípulos, colegas y amigos, Madrid, Gredos, 1972.
- Navicula Tubingensis. Studia in honorem Antonii Tovar, Tubinga, G. Narr, 1984.
- I Simposio Antonio Tovar sobre Lenguas Amerindias (Tordesillas, 2000), Valladolid, Instituto de Estudios de Iberoamérica y Portugal, 2003.